# Przerost

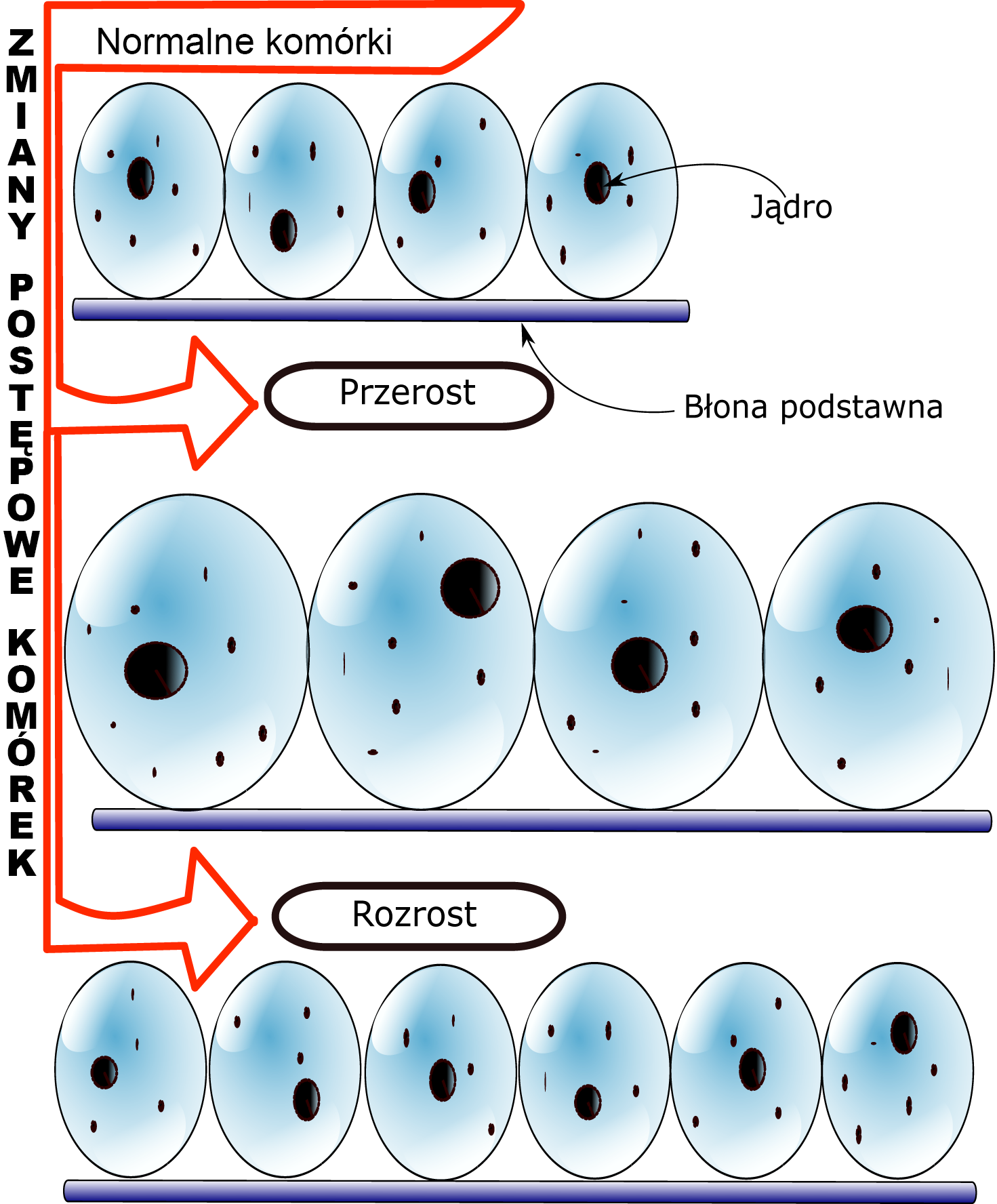
Przerost spowodowany jest wzrostem wielkości komórki, podczas gdy rozrost wynika ze wzrostu liczby komórek.

Przerost (łac. hypertrophia) – pojęcie z zakresu patomorfologii oznaczające powiększenie tkanki lub narządu na skutek powiększenia poszczególnych komórek. Może występować jako zmiana patologiczna, np. przerost serca spowodowany nadciśnieniem tętniczym lub zwężeniem ujścia aorty, albo fizjologiczna, np. przerost tkanki mięśniowej u osób pracujących fizycznie lub uprawiających sport, przerost mięśni macicy w czasie ciąży czy przerost nerki w przypadku gdy druga została usunięta. Przerost często współistnieje z rozrostem (powiększeniem liczby komórek). Zaliczany jest w patomorfologii do zmian postępowych (procesów adaptacyjnych).